# California Institution for Women

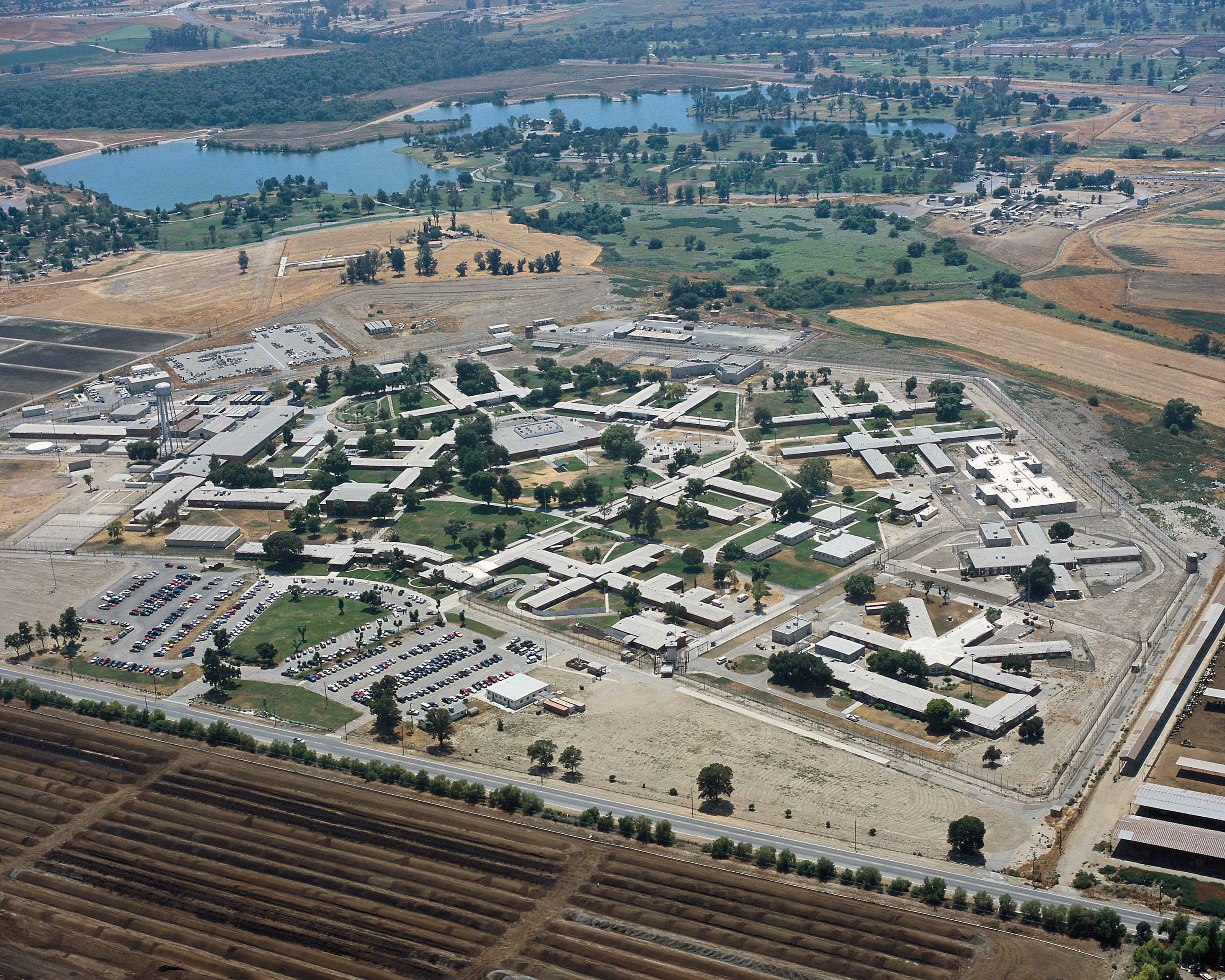
Vista aérea da prisão

California Institution for Women (CIW), é uma prisão feminina dos Estados Unidos, pertencente ao estado da Califórnia e aberta em 1952. Está situada em Chino, no Condado de San Bernardino, a cinco horas ao norte de San Diego.
Ali é onde está o corredor da morte para mulheres condenadas à pena capital naquele estado.
Dentre suas presas mais notórias estão Patricia Krenwinkel e Leslie Van Houten, integrantes da "Família" de Charles Manson, Brenda Ann Spencer, entre outras.